# 法国未来投资计划
未来投资计划（法語：Investissements d'avenir）是法国一项始于2010年的国家投资计划，计划通投入资金570亿欧元，其中菲永政府完成350亿欧元。资金的一小部分直接以补助的形式下发，大部分均为贷款。
这项投资计划的资金的一自主创新计划、技术研究院、大学医疗研究院、技术转移加速公司以及巴黎-萨克雷工业竞争力集群的建立。